# Porphyrophora kiritshenkoi
Porphyrophora kiritshenkoi är en insektsart som beskrevs av Jakubski 1965. Porphyrophora kiritshenkoi ingår i släktet Porphyrophora och familjen pärlsköldlöss.
Artens utbredningsområde är Ukraina. Inga underarter finns listade i Catalogue of Life.